# Pan European Game Information
Pan European Game Information (en español: información europea sobre videojuegos) o PEGI es un sistema de clasificación europeo del contenido de los videojuegos y otro tipo de software de entretenimiento. Fue desarrollado por la ISFE y entró en práctica el 9 de abril de 2003. 
La participación es voluntaria, a discreción del creador. Para obtener las categorizaciones de cualquier software, el desarrollador realiza un cuestionario, el cual es después evaluado para otorgarse finalmente la clasificación.
Existen 2 formas de clasificación para cualquier software; una de edad sugerida y otra sobre una descripciones de contenido, tales como el uso de lenguaje, etc.

## Proceso de clasificación
Para obtener la clasificación de cualquier software interactivo, el solicitante presenta el juego con otros materiales de apoyo y completa una declaración de contenido, todo lo cual es evaluado por el administrador independiente Instituto Holandés de Clasificación de Medios Audiovisuales (NICAM). También se basa en el sistema holandés Kijkwijzer. Tras la evaluación, el solicitante recibirá una licencia para utilizar los logotipos de la clasificación. Si el solicitante no está de acuerdo con la calificación, puede pedir una explicación o presentar una queja a la junta de reclamaciones. Los consumidores también pueden presentar reclamaciones ante esta junta.
Aunque PEGI fue creado por un organismo de la industria (ISFE), las clasificaciones las otorga un organismo independiente de la industria y todo el sistema está supervisado por una serie de consejos y comités diferentes. Existe el Consejo PEGI, compuesto principalmente por representantes nacionales de PEGI, que recomienda ajustes al código a la luz de la evolución social, jurídica y tecnológica. Los miembros del Consejo PEGI se seleccionan por su capacidad y experiencia entre representantes de organismos de padres y consumidores, psicólogos infantiles, especialistas en medios de comunicación, funcionarios, académicos y asesores jurídicos versados en la protección de menores en Europa.
También existe un Consejo de Reclamaciones con expertos de varios países europeos. Se ocupan de las quejas relacionadas con el incumplimiento de los requisitos del código de conducta o de las recomendaciones de clasificación por edades. En caso de que se reciba una reclamación de un consumidor o de un editor en relación con la clasificación otorgada a un juego y el administrador de PEGI no pueda llegar a una solución satisfactoria mediante el debate, la explicación o la negociación, el reclamante puede solicitar formalmente la mediación del Consejo de Reclamaciones. Tres miembros de la Junta se reunirán, escucharán la reclamación y decidirán una resolución. Los editores que utilizan el sistema PEGI están obligados a acatar la decisión del Consejo de Reclamaciones. En consecuencia, están obligados a llevar a cabo las medidas correctoras necesarias y, en caso de incumplimiento, están sujetos a las sanciones establecidas en el código. 

## Iconografía

### Clasificación por edades
Hasta junio de 2009 se utilizaron iconos en blanco y negro, con un código de colores: con el verde para el 3 y el 7, el naranja para el 12 y el 16, y el rojo para el 18. Se eliminaron los signos "más" de los iconos, y el fondo de pantalla ahora dice "PEGI" en lugar de "ISFE". Este diseño se modificó ligeramente a comenzar de 2010, eliminando la marca de agua y eliminando el espacio entre la barra de URL y el icono de clasificación por edades. Los juegos reimpresos que salieron en 2010 o antes suelen seguir mostrando los antiguos diseños.
En Portugal, dos de las categorías PEGI se alinearon originalmente con las clasificaciones de edad del sistema de clasificación de películas para evitar confusiones; la 3 se cambió por la 4 y la 7 por la 6.
Finlandia también utilizó una escala modificada, en la que 12 pasó a ser 11 y 16 pasó a ser 15. Finlandia adoptó plenamente PEGI el 1 de enero de 2007, y las clasificaciones estándar se aplicaron también en su totalidad.
| Icono 2003-2009 | Icono 2009-2010 | Icono actual | Clasificación                                             | Descripción |
| --------------- | --------------- | ------------ | --------------------------------------------------------- | --- |
|                 |                 |              | Apto para todo público.                                   | El contenido de los juegos con clasificación PEGI 3 se considera adecuado para todos los grupos de edad. El juego no debe contener sonidos o imágenes que puedan asustar a los niños pequeños. Se acepta una forma de violencia muy leve (en un contexto cómico o en un entorno infantil). No debe haber palabras malsonantes. |
|                 |                 |              | Apto para todo público.                                   | Solo en Portugal, sustituye al PEGI 3. El contenido de los juegos con esta clasificación se considera adecuado para todos los grupos de edad. Es aceptable cierta violencia en un contexto cómico. El niño no debe ser capaz de asociar los personajes de la pantalla con personajes de la vida real; deben ser personajes totalmente fantásticos. El juego no debe contener sonidos o imágenes que puedan asustar o atemorizar a los niños pequeños. No se debe utilizar un lenguaje inapropiado. |
|                 |                 |              | Apto para mayores de 6 años. Apto para mayores de 7 años. | Solo en Portugal, sustituye al PEGI 7. En este grupo de edad, los niños pueden estar expuestos a un poco más de violencia. Sin embargo, esta violencia debe dirigirse a personajes de fantasía poco realistas. Cualquier juego que normalmente se clasificaría como 4, pero que contiene escenas o sonidos posiblemente aterradores, puede considerarse adecuado en esta categoría. |
|                 |                 |              | Apto para mayores de 6 años. Apto para mayores de 7 años. | El contenido de los juegos con escenas o sonidos que puedan asustar a los niños más pequeños debe entrar en esta categoría. Las formas de violencia muy leves (violencia implícita, no detallada o no realista) son aceptables para un juego con clasificación PEGI 7. |
|                 |                 |              | Apto para mayores de 12 años.                             | Los videojuegos que muestran violencia de naturaleza ligeramente más gráfica hacia personajes de fantasía o violencia no realista hacia personajes de tipo humano entrarían en esta categoría de edad. Las insinuaciones sexuales o las posturas sexuales pueden estar presentes, mientras que las palabras malsonantes en esta categoría deben ser suaves. También puede haber juegos de azar tal y como se llevan a cabo en la vida real en casinos o salas de juego (por ejemplo, juegos de cartas que en la vida real se jugarían por dinero).                                                                     |
|                 |                 |              | Apto para mayores de 16 años                              | Esta clasificación se aplica una vez que la representación de la violencia (o la actividad sexual) alcanza un nivel que se asemeja al que cabría esperar en la vida real. El uso de palabras malsonantes en los juegos con clasificación PEGI 16 puede ser más extremo, mientras que los juegos de azar y el uso de tabaco, alcohol o drogas ilegales también pueden estar presentes. |
|                 |                 |              | Solamente adultos.                                        | La clasificación para adultos se aplica cuando el nivel de violencia alcanza una fase en la que se representa la violencia gráfica, el asesinato aparentemente sin motivo o la violencia hacia personajes indefensos. La glorificación del uso de drogas ilegales y la actividad sexual explícita también deberían entrar en esta categoría de edad. |
|                 |                 |              | Control parental                                          | Además de la clasificación por edades, PEGI también aplica una clasificación especial representada por un signo de exclamación con la etiqueta "control parental recomendado". Estos contenidos están disponibles para todas las edades, pero se recomienda que los padres (sobre todo con hijos menores de 18 años) supervisen las actividades dentro del programa. Algunos ejemplos son Facebook, Instagram o Twitter. Esto no se aplica a los sitios de citas (por ejemplo, Tinder), donde se utiliza la clasificación PEGI 18. Este icono puede verse en algunas tiendas de aplicaciones online, como Google Play. |

Este sistema de clasificación es meramente orientativo. Pueden producirse excepciones en clasificaciones para mayores de 18 años en donde la venta y/o distribución del producto en cuestión puede estar restringida y deba ser necesaria la aportación de documentación de identificación que corrobore la mayoría de edad del sujeto que opte por el consumo del producto.

### Descriptores de contenido
| Imagen del logo | Nombre del descriptor                 | Explicación | Ejemplos | Calificación de edad correspondiente                                               |
| --------------- | ------------------------------------- | --- | --- | ---------------------------------------------------------------------------------- |
|                 | Violencia                             | Puede contener escenas de personas que sufran lesiones o que mueran, a menudo mediante el uso de armas. También pueden contener derramamiento o gotas de sangre.                      | Happy Wheels, South Park, Warframe, H1Z1, Apex Legends, Assassin's Creed, Street Fighter, Half-Life, Grand Theft Auto, Roblox, Minecraft, Manhunt, Fallout 2, Gang Beasts, Doom, Resistance: Fall of Man, Disney's PK: Out of the Shadows, Overwatch, DC Universe Online, Super Smash Bros., The Legend of Spyro, Max Payne 2, Mortal Kombat, God of War, Call of Duty, Silent Hill, Gears of War, Battlefield, Super Meat Boy, Portal 2, Far Cry 3, Star Wars: Battlefront, Mafia III, Need for Speed Heat, Super Mario Odyssey, Splatoon 2, Kirby Star Allies, Bloodborne, Bubble Bobble, Arkanoid, PlayerUnknown's Battlegrounds, Fortnite y Among Us. | [ 4 ]                                                                              |
|                 | Lenguaje soez                         | Puede contener malas palabras, sexualidad, amenazas y toda clase de insultos. | Grand Theft Auto, Fallout 3, Mafia: The City of Lost Heaven, Kingpin: Life of Crime, Midnight Club: Los Angeles, Saga Driver, Scarface, Uncharted, Anthem, Far Cry 3, Mafia III, Need for Speed Heat, Spider-Man, Spider-Man: Miles Morales, Cyberpunk 2077, Goat Simulator 3, Fortnite y Shadow the Hedgehog |                                                                                    |
|                 | Miedo                                 | Puede contener escenas que se consideran demasiado perturbadoras o aterradoras para los más jóvenes o los jugadores emocionalmente vulnerables.                                       | Coraline' (Versión DS), Five Nights at Freddy´s, BioniBionicle Heroes, NiGHTS: Journey of Dreams, Silent Debuggers, Silent Hill, Project Zero, Dead Space, Penumbra: Overture, Epic Mickey, Luigi's Mansion 2, Bloodborne, Roblox y Sentient |                                                                                    |
|                 | Sexo                                  | Puede contener referencias a atracciones sexuales o relaciones sexuales. También puede contener desnudos y personajes vestidos con ropa sugestiva.                                    | Singles: Flirt Up Your Life, Leisure Suit Larry, Fallout 2, Playboy: The Mansion, BMX XXX, God of War, The Sopranos: Road to Respect, Los Sims (saga), Agarest: Generations of War, Far Cry 3, Grand Theft Auto (saga), Fortnite Festival, Mortal Kombat 11y Cyberpunk 2077 |                                                                                    |
|                 | Drogas                                | Puede contener referencias a las drogas ilegales de una sustancia real o ficticia que tiene consecuencias paralelas a las drogas ilegales en la vida real (en uso, posesión o venta). | Saga Driver, Grand Theft Auto, Fallout 2, Deus Ex: Invisible War, The Warriors, PlayerUnknown's Battlegrounds,NARC, Scarface y Far Cry 3 |                                                                                    |
|                 | Discriminación                        | Puede contener la violencia o el acoso por motivos de raza, etnia, género u orientaciones sexuales.                                                                                   | Postal 2, Grand Theft Auto: San Andreas y Original War |                                                                                    |
|                 | Apuestas                              | Puede contener apuestas (con dinero real o ficticio) | 42 Juegos de Siempre, Fallout 2, Driver: Vegas, God Hand, Street Hoops, Grand Theft Auto: San Andreas, Juiced 2: Hot Import Nights, BioShock, Scarface, Poker Night at the Inventory, Balatro y Far Cry 3 |                                                                                    |
|                 | En línea (Descontinuado 2015)         | Contiene un modo de juego en línea. Descontinuado en 2015. | EVE Online, Metal Gear Online, Knight Online, Warhammer Online: Age of Reckoning, Left 4 Dead, Slither.io, Rocket League, Gang Beasts, Serie FIFA, Serie Just Dance, Serie NBA 2K, Mortal Kombat, Grand Theft Auto V, Far Cry 3, Garena Free Fire, Overwatch, League of Legends, Fortnite, Halo, Paladins, Brawlhalla, Roblox y Among Us | Cualquiera, si el juego dispone de modo en línea llevará este indicativo.          |
|                 | Compras dentro del juego (Desde 2018) | Puede contener contenido de pago adicional, como microtransacciones o contenido descargable, que se puede comprar con dinero real dentro del juego.                                   | Jump Force, Far Cry New Dawn, Dirt Rally 2.0, Trials Rising, Blast Zone! Tournament, Farm Together, RPG Maker MV, Tom Clancy's The Division 2, Dead or Alive 6, Apex Legends, Super Smash Bros. Ultimate, Starlink: Battle for Atlas, Assassin's Creed Odyssey, Fortnite, Roblox y Starlit Adventures | Cualquiera, si el juego dispone de pagos o compras dentro llevará este indicativo. |

## Países donde PEGI es utilizado
PEGI es el sistema estándar de clasificación por edades de los videojuegos en 38 países europeos e Israel, pero los productos con etiquetas PEGI pueden encontrarse en todo el mundo junto a otros sistemas de clasificación como resultado de la importación por razones lingüísticas (por ejemplo: Versiones en inglés en la India, Sudáfrica y los Emiratos Árabes Unidos, versiones en español o portugués en América Latina). El estatus oficial de las clasificaciones PEGI varía de un país a otro, dependiendo de la forma en que la legislación nacional trate la clasificación por edades y la protección de los menores. En algunos países, PEGI es la norma de facto sin una regulación específica, otros países han reconocido oficialmente a PEGI como el único sistema de clasificación por edades, mientras que otro número de países ha incorporado el sistema de clasificación PEGI en las leyes que rigen la clasificación por edades de los medios de comunicación, haciendo que las etiquetas sean obligatorias en el comercio minorista. 
| País                 | Reconocido formalmente | Adoptado legalmente | Clasificación local | Nota |
| -------------------- | ---------------------- | ------------------- | ------------------- | --- |
| Albania              | Si                     | No                  |                     | Uso de facto de las etiquetas PEGI, sin base legislativa específica ni apoyo oficial. |
| Croacia              | Si                     | No                  |                     | Uso de facto de las etiquetas PEGI, sin base legislativa específica ni apoyo oficial. |
| Montenegro           | Si                     | No                  |                     | Uso de facto de las etiquetas PEGI, sin base legislativa específica ni apoyo oficial. |
| Turquía              | Si                     | No                  |                     | Uso de facto de las etiquetas PEGI, sin base legislativa específica ni apoyo oficial. |
| Serbia               | Si                     | No                  |                     | Uso de facto de las etiquetas PEGI, sin base legislativa específica ni apoyo oficial. |
| Bosnia y Herzegovina | Si                     | No                  |                     | Uso de facto de las etiquetas PEGI, sin base legislativa específica ni apoyo oficial. |
| Macedonia del Norte  | Si                     | No                  |                     | Uso de facto de las etiquetas PEGI, sin base legislativa específica ni apoyo oficial. |
| Austria              | Si                     | Parcialmente        |                     | Austria utiliza PEGI desde abril de 2003. |
| Bélgica              | Si                     | No                  |                     | Apoya oficialmente el PEGI, pero no existe una base legislativa específica. |
| Bulgaria             | Si                     | No                  |                     | Apoya oficialmente a PEGI y está representada en el Consejo de PEGI, pero no existe ninguna base legislativa específica. |
| Chipre               | Si                     | No                  |                     | Apoya oficialmente a PEGI y está representada en el Consejo de PEGI, pero no existe ninguna base legislativa específica. |
| Dinamarca            | Si                     | No                  |                     | Apoya oficialmente a PEGI y está representada en el Consejo de PEGI, pero no existe ninguna base legislativa específica. |
| Estonia              | Si                     | No                  |                     | Apoya oficialmente a PEGI y está representada en el Consejo de PEGI, pero no existe ninguna base legislativa específica. |
| Finlandia            | Si                     | Si                  | VET/SFB             | VET/SFB se utiliza en ausencia de PEGI. |
| Francia              | Si                     | No                  |                     | Francia ha adaptado la legislación para hacer obligatoria la clasificación de los videojuegos con etiquetas de edad. |
| Alemania             | Parcialmente           | No                  | USK                 | El USK se utiliza legalmente. El PEGI se puede encontrar en algunos juegos junto al USK. |
| Grecia               | Si                     | No                  |                     | Apoya oficialmente a PEGI y está representada en el Consejo de PEGI, pero no existe ninguna base legislativa específica. |
| Islandia             | Si                     | No                  |                     | El PEGI cuenta con apoyo oficial y la clasificación por edades de los videojuegos es obligatoria por ley. |
| Israel               | Si                     | Si                  |                     | El PEGI fue adoptado por ley como sistema de clasificación obligatorio para los videojuegos en Israel. |
| Irlanda              | Si                     | No                  | IFCO                | La clasificación PEGI es eliminada de la clasificación obligatoria por la IFCO, que adopta el sistema PEGI pero sigue teniendo poder legal para prohibir determinados contenidos de videojuegos en el mercado.                     |
| Italia               | Si                     | No                  |                     | Apoya oficialmente a PEGI y está representada en el Consejo de PEGI, pero no existe ninguna base legislativa específica. |
| Letonia              | Si                     | No                  |                     | Apoya oficialmente el PEGI, pero no existe una base legislativa específica. |
| Lituania             | Si                     | No                  |                     | La legislación lituana adopta el PEGI, que está exento de la clasificación obligatoria con símbolos nacionales en general. Ambas clasificaciones son impuestas por el Código Penal a partir de noviembre de 2010.                  |
| Luxemburgo           | Si                     | No                  |                     | Apoya oficialmente a PEGI y está representada en el Consejo de PEGI, pero no existe ninguna base legislativa específica. |
| Malta                | Si                     | No                  |                     | Las clasificaciones PEGI aún no se aplican en Malta, pero tienen la intención de apoyar a PEGI como sistema de autorregulación. |
| Noruega              | Si                     | Si                  |                     | Apoya oficialmente a PEGI y está representada en el Consejo de PEGI, pero no existe ninguna base legislativa específica. |
| Países Bajos         | Si                     | Si                  |                     | Se adopta oficialmente PEGI y se legisla para hacer cumplir la clasificación por edades en las tiendas donde se venden videojuegos.                                                                                                |
| Polonia              | Si                     | No                  |                     | Apoya oficialmente a PEGI y está representada en el Consejo de PEGI, pero no existe ninguna base legislativa específica. |
| Portugal             | Si                     | No                  | IGAC                | El PEGI fue adoptado oficialmente por la IGAC. |
| Reino Unido          | Si                     | Si                  |                     | PEGI se adoptó en septiembre de 2009. Le preceden la BBFC y, a finales de 2003, la ELSPA. (Si un juego contiene cierto material, la clasificación de la BBFC es usada en su lugar.)                                                |
| República Checa      | Si                     | No                  |                     | Apoya oficialmente el PEGI, pero no existe una base legislativa específica. |
| Rumania              | Si                     | No                  |                     | Apoya oficialmente el PEGI, pero no existe una base legislativa específica. |
| Rusia                | No                     | No                  |                     | Sólo se utiliza en juegos para consolas y PC en el caso de que el fabricante sea extranjero. |
| Eslovaquia           | Si                     | No                  |                     | La ley eslovaca de medios de comunicación obliga a los distribuidores a marcar los juegos con etiquetas de edad nacionales. |
| Eslovenia            | Si                     | No                  |                     | Con apoyo oficial. No son necesarias restricciones adicionales debido al escaso historial de incidentes relacionados con el juego.                                                                                                 |
| España               | Si                     | No                  |                     | Apoya oficialmente a PEGI y está representada en el Consejo de PEGI, pero no existe ninguna base legislativa específica. |
| Suecia               | Si                     | No                  |                     | Apoya oficialmente a PEGI y está representada en el Consejo de PEGI, pero no existe ninguna base legislativa específica. |
| Suiza                | Si                     | No                  |                     | Los vendedores deben firmar un código de conducta en el que se obligan a hacer cumplir las restricciones de edad de PEGI. Si no existe una clasificación PEGI para un producto, prevalece la clasificación del sistema alemán USK. |
| Hungría              | Si                     | No                  |                     | Uso de facto de las etiquetas PEGI, sin base legislativa específica ni apoyo oficial. |
| Canadá               | No                     | No                  | ESRB                | Algunos juegos en francés que son vendidos en Quebec y otras comunidades francófonas, especialmente los importados de Francia. |
| Ucrania              | No                     | No                  |                     | Uso de facto de las etiquetas PEGI, sin base legislativa específica ni apoyo oficial. |